# صنعفي
صنعفي هي مدينة، في إرتريا، تقع في Senafe subregion ‏، بلغ عدد سكانها 6,831 نسمة.

## المناخ
يظهر الجدول التالي التغييرات المناخية على مدار السنة لصنعفي:
| البيانات المناخية لـصنعفي                 | البيانات المناخية لـصنعفي | البيانات المناخية لـصنعفي | البيانات المناخية لـصنعفي | البيانات المناخية لـصنعفي | البيانات المناخية لـصنعفي | البيانات المناخية لـصنعفي | البيانات المناخية لـصنعفي | البيانات المناخية لـصنعفي | البيانات المناخية لـصنعفي | البيانات المناخية لـصنعفي | البيانات المناخية لـصنعفي | البيانات المناخية لـصنعفي | البيانات المناخية لـصنعفي |
| الشهر                                     | يناير                     | فبراير                    | مارس                      | أبريل                     | مايو                      | يونيو                     | يوليو                     | أغسطس                     | سبتمبر                    | أكتوبر                    | نوفمبر                    | ديسمبر                    | المعدل السنوي             |
| ----------------------------------------- | ------------------------- | ------------------------- | ------------------------- | ------------------------- | ------------------------- | ------------------------- | ------------------------- | ------------------------- | ------------------------- | ------------------------- | ------------------------- | ------------------------- | ------------------------- |
| متوسط درجة الحرارة الكبرى °م (°ف)         | 24.0 (75.2)               | 25.2 (77.4)               | 26.5 (79.7)               | 26.7 (80.1)               | 27.1 (80.8)               | 26.7 (80.1)               | 22.3 (72.1)               | 22.7 (72.9)               | 25.2 (77.4)               | 24.6 (76.3)               | 23.5 (74.3)               | 23.1 (73.6)               | 24.8 (76.7)               |
| متوسط درجة الحرارة الصغرى °م (°ف)         | 7.6 (45.7)                | 8.6 (47.5)                | 10.3 (50.5)               | 11.4 (52.5)               | 11.9 (53.4)               | 11.5 (52.7)               | 11.2 (52.2)               | 11.9 (53.4)               | 10.4 (50.7)               | 9.5 (49.1)                | 8.3 (46.9)                | 7.0 (44.6)                | 10.0 (49.9)               |
| معدل هطول الأمطار مم (إنش)                | 4 (0.2)                   | 7 (0.3)                   | 25 (1.0)                  | 59 (2.3)                  | 41 (1.6)                  | 31 (1.2)                  | 158 (6.2)                 | 135 (5.3)                 | 21 (0.8)                  | 10 (0.4)                  | 20 (0.8)                  | 4 (0.2)                   | 515 (20.3)                |
| المصدر: Climate-Data.org, altitude: 2446m |                           |                           |                           |                           |                           |                           |                           |                           |                           |                           |                           |                           |                           |